# Стародубовая
Стародубовая (бел. Старадубавая или Старая Дубавая) — деревня в Гродненском районе Гродненской области Республики Беларусь. Входит в состав Одельского сельсовета.

## География
Деревня находится у истока реки Индурки, в 6 км на север от центра сельсовета — агрогородка Одельск, в 25 км на юг от районного и областного центра — города Гродно. Деревня находится на пересечении автомобильных дорог Н-6038 Гродно — Стародубовая — Одельск и Н-6028 Индура — Стародубовая — Подлипки.
Территория деревни входит в безвизовую для иностранцев зону «Августовский канал».

## Описание
В деревне проживает около 500 человек. Основное население составляют поляки, преобладающая религия — католицизм.
Имеется магазин, фельдшерско-акушерский пункт, а также сельский клуб.